# NGC 2746
NGC 2746 je galaksija u zviježđu Risu.

## Vanjske poveznice
- SEDS: NGC 2746